# Lipia (okręg Buzău)
Lipia – wieś w Rumunii, w okręgu Buzău, w gminie Merei. W 2011 roku liczyła 1974 mieszkańców.